# گیرنده ۱ فاکتور رشد فیبروبلاست
گیرنده ۱ فاکتور رشد فیبروبلاست (انگلیسی: Fibroblast growth factor receptor 1) یک پروتئین است که در انسان توسط ژن «FGFR1» واقع بر بازوی کوتاه کروموزوم ۸ کُدگذاری می‌شود.

## عملکرد
ژن «FGFR1» طی فرایند پیرایش دگرسان، دو نوع آران‌ای پیام‌رسان و در نهایت ۲ نوع «گیرنده ۱ فاکتور رشد فیبروبلاست» با نام‌های FGFR1-IIIb و FGFR1-IIIc ایجاد می‌کند. از میان این دو، FGFR1-IIIc نقش اصلی را ایفا می‌کند و به‌نظر می‌رسد FGFR1-IIIb نقش بسیار اندکی دارد یا آنکه حضورش از لحاظ عملکردی غیرضروری است.
این پروتئین نوعی تیروزین کیناز گیرنده‌ای است که لیگاندهای آن برخی از اعضای خانواده فاکتور رشد فیبروبلاست هستند. گیرنده ۱ فاکتور رشد فیبروبلاست همچون سایر اعضای این خانواده یعنی گیرنده ۲ فاکتور رشد فیبروبلاست، گیرنده ۳ فاکتور رشد فیبروبلاست، گیرنده ۴ فاکتور رشد فیبروبلاست و شبه‌گیرنده ۱ فاکتور رشد فیبروبلاست، طی فرایندهایی نظیر مضاعف شدن ژن، جابه‌جایی کروموزومی و جهش نقطه‌ای در سلول‌های سرطانی انسان فعال شده و به همین سبب جزء آنکوژن‌ها طبقه‌بندی می‌گردد.

## اهمیت بالینی
نقص در این ژن در بروز چندین بیماری مادرزادی دستگاه ماهیچه‌ای‌اسکلتی انسان از جمله سندرم فایفر نقش دارد. جهش در این ژن همچنین با بروز سندرم کالمن (در حدود ۱۰٪ موارد)، آنوسمی (عدم توانایی در درک بوها)، لب‌شکری، کژپشتی، سندرم جکسون-وایس و سندرم آنتلی-بیکسلر مرتبط است.
جهش‌های سوماتیکی ژن «FGFR1» در حدود از موارد سرطان پستان با گیرندهٔ استروژن (+ER)،سرطان ریه (۹ تا ۲۲٪ از نوع «سلول غیر کوچک» و ۱٪ از سایر انواع آن)، سرطان‌های خون (نئوپلاسم بیش‌تکثیری مغز استخوان، لوسمی مزمن مغز استخوان، سارکوم مغز استخوان، لوسمی لنفوئیدی لنفوم غیرهاجکین، ائوزینوفیلیا و لوسمی ائوزینوفیلی)، رابدومیوسارکوم، ۱۰٪ از سرطان‌های سر و گردن نوع اسکوآموس، ۱۴٪ از موارد سرطان مثانه، ۷٪ از سرطان‌های مخاط رحم، ۶٪ از سرطان‌های پروستات، ۵٪ از سرطان تخمدان (نوع سیست‌آدنوم سروزی)، ۵٪ از سرطان‌های روده بزرگ، ۴٪ از سارکوم‌ها، کمتر از ۳٪ از گلیوبلاستوم‌ها و سرطان‌های غدد بزاقی و کمتر از ۲٪ از برخی دیگر از انواع سرطان یافت شده‌است.

## برای مطالعهٔ بیشتر
- Weiss J, Sos ML, Seidel D, Peifer M, Zander T, Heuckmann JM,  et al. (Dec 2010). "Frequent and focal FGFR1 amplification associates with therapeutically tractable FGFR1 dependency in squamous cell lung cancer". Science Translational Medicine. 2 (62): 62ra93. doi:10.1126/scitranslmed.3001451. PMC 3990281. PMID 21160078.
- Johnson, Daniel E.; Williams, Lewis T. (1992). "Structural and Functional Diversity in the FGf Receptor Multigene Family". Structural and Functional Diversity in the FGF Receptor Multigene Family. Advances in Cancer Research. Vol. 60. pp. 1–41. doi:10.1016/S0065-230X(08)60821-0. ISBN 978-0-12-006660-5. PMID 8417497. {{cite book}}: Unknown parameter |name-list-format= ignored (|name-list-style= suggested) (help)
- Macdonald D, Reiter A, Cross NC (2002). "The 8p11 myeloproliferative syndrome: a distinct clinical entity caused by constitutive activation of FGFR1". Acta Haematologica. 107 (2): 101–7. doi:10.1159/000046639. PMID 11919391.
- Groth C, Lardelli M (2002). "The structure and function of vertebrate fibroblast growth factor receptor 1". The International Journal of Developmental Biology. 46 (4): 393–400. PMID 12141425.
- Wilkie AO (Apr 2005). "Bad bones, absent smell, selfish testes: the pleiotropic consequences of human FGF receptor mutations". Cytokine & Growth Factor Reviews. 16 (2): 187–203. doi:10.1016/j.cytogfr.2005.03.001. PMID 15863034.